# Lucidity
Lucidity è il primo album del gruppo symphonic metal olandese Delain. È stato pubblicato il 4 settembre 2006 dalla Roadrunner Records e ha raggiunto la 43ª posizione nella classifica olandese.

## Tracce
Testi di Charlotte Wessels, musiche di Martijn Westerholt, tranne dove indicato.
1. Sever – 4:53 (testo: Rein Doze)
2. Frozen – 4:43
3. Silhouette of a Dancer – 5:25 (musica: Jan Yrlund, Westerholt)
4. No Compliance (feat. Sharon den Adel) – 5:10
5. See Me in Shadow (feat. Liv Kristine) – 4:41
6. Shattered – 4:20
7. The Gathering – 3:35 (Guus Eikens)
8. Daylight Lucidity – 4:36 (testo: Wessels, Eikens, Doze – musica: Eikens, Westerholt)
9. Sleepwalkers Dream – 4:27
10. A Day for Ghosts (feat. Liv Kristine) – 3:37 (testo: Doze)
11. Pristine – 4:31 (testo: Doze)

Traccia bonus
1. (Deep) Frozen – 4:46

Traccia bonus nell'edizione giapponese
1. Silhouette of a Dancer (acoustic) – 3:23 (musica: Yrlund, Westerholt)

Tracce bonus nell'edizione statunitense
1. Frozen (acoustic) – 4:27
2. Silhouette of a Dancer (acoustic) – 3:21 (musica: Yrlund, Westerholt)
3. See Me in Shadow (acoustic) – 3:36
4. No Compliance (Charlotte only vocals) – 5:09

Tracce bonus nella 10th Anniversary Edition
1. Silhouette of a Dancer (live) – 5:50 (musica: Yrlund, Westerholt)
2. Shattered (live) – 4:24
3. Pristine (live) – 5:11
4. Medley (arrangiamento: Martijn Westerholt) – 3:27

Instrumentals – CD bonus nella 10th Anniversary Edition
1. Sever – 4:53
2. Frozen – 4:43
3. Silhouette of a Dancer – 5:25 (musica: Yrlund, Westerholt)
4. No Compliance – 5:10
5. See Me in Shadow – 4:41
6. Shattered – 4:20
7. The Gathering – 3:35 (musica: Eikens)
8. Daylight Lucidity – 4:36 (musica: Eikens, Westerholt)
9. Sleepwalkers Dream – 4:27
10. A Day for Ghosts – 3:37
11. Pristine – 4:31

## Formazione
- Charlotte Wessels – voce
- George Oosthoek – voce death (tracce 3, 11-12)
- Rosan van der Aa – cori
- Martijn Westerholt – pianoforte, tastiere
- Ad Sluijter – chitarra solista, chitarra ritmica (tracce 1, 9-10)
- Guus Eikens – chitarra ritmica, cori, tastiere (traccia 7)
- Marco Hietala – basso, seconda voce (tracce 1, 4, 7-8, 10)
- Ariën van Weesenbeek – batteria

### Altri musicisti
- Sharon den Adel – voce (traccia 4)
- Liv Kristine – seconda voce (tracce 5), voce (traccia 10)
- Oliver Philipps – chitarra solista (traccia 4), tastiere addizionali (traccia 16)[3], arrangiamenti orchestrali
- Jan Yrlund – chitarra ritmica (tracce 2, 4-5, 8, 12)
- Rupert Gillet – violoncello (tracce 3-5)
- Ronald Landa – chitarra acustica solista (tracce 13-15)[4], chitarra e voce death (tracce 13-15)[3]
- Ray van Lente – chitarra acustica ritmica (tracce 13-15)[4]
- Rob van der Loo – basso acustico (tracce 13-15)[4], basso (tracce 13-15)[3]
- Sander Zoer – batteria (tracce 13-14[4], 13-15[3])
- Timo Somers – chitarra (traccia 16)[3]
- Otto Schimmelpenninck van der Oije – basso (traccia 16)[3]
- Ruben Israël – batteria (traccia 16)[3]